# John A. Bergendahl

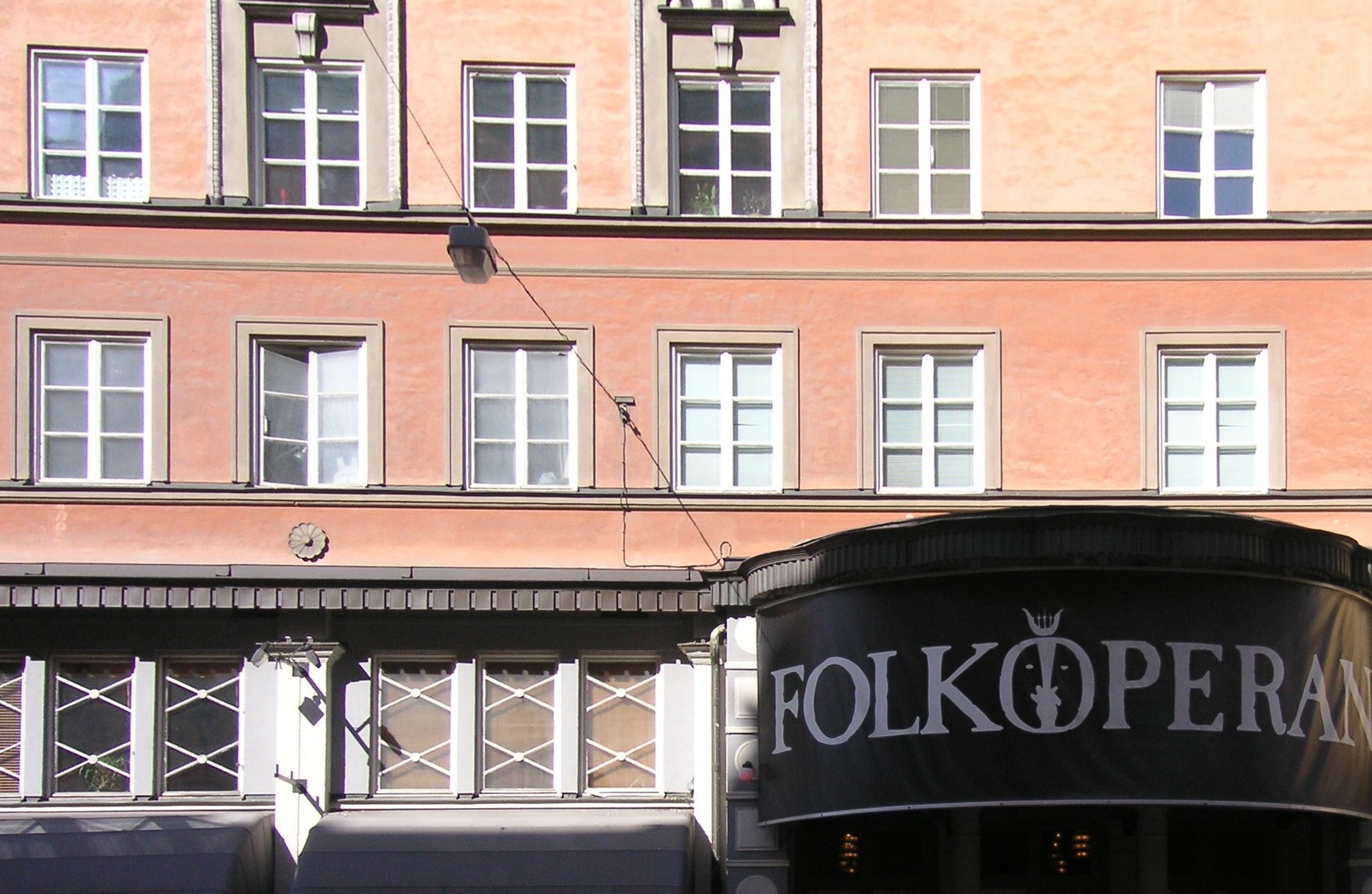
Huset Hornsgatan 72, byggt av Bergendahl och ritat av Höög & Morssing 1928, idag Folkoperan.

John A. Bergendahl, egentligen Johan Alfred Bergendahl, född 28 mars 1872 i Hajom i Västergötland, död 7 augusti 1958 i Adolf Fredriks församling i Stockholm, var en svensk byggmästare verksam i Stockholm. Han var även biografägare och drev ett stort antal biografer under stumfilmstiden i Stockholm. 1929 sålde han sin biografverksamhet till bland annat Svensk Filmindustri. 
Till hans mest kända biografer hörde Rio vid Hornsgatan 72, sedermera först Garbio och sedan Ricardo, som sedan 1984 nyttjas av Folkoperan.

## Familjeförhållanden[3]
Bergendahl var son till sergeanten vid Älvsborgs regemente Carl Bergendahl (född 1827, död före 1880) och Betty Börjesdotter (född 1849). Han blev tidigt faderlös och växte upp med sin mor och en äldre bror i Hajom; modern arbetade vid Fritsla mekaniska väveri.
Som vuxen gifte sig Bergendahl med Anna Teresia Åkerfeldt från Landskrona (1876–1952). De fick döttrarna Ester Maria Elisabet Bergendahl-Eriksson (1901–1978), Anna Margareta Elisabet Pettersson (1903–1991) och Märta Teresia Ingeborg Ekstrand (1907–1984).

## Biografrörelse

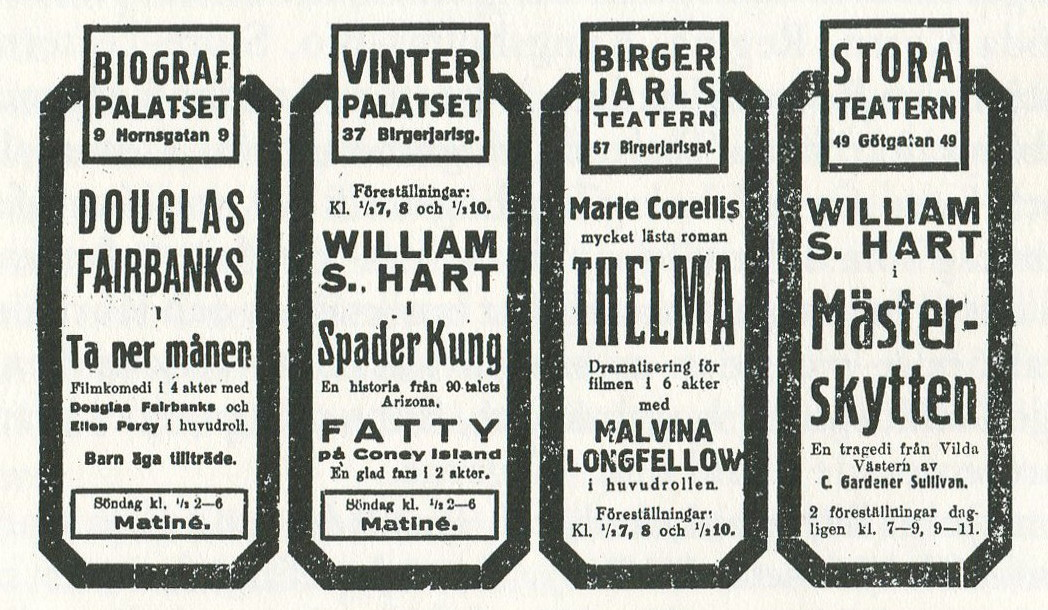
Några av John A. Bergendahls biografer i en annons från 1910-talet.

Bergendahl var egentligen byggnadsentreprenör och ägare till flera fastigheter i Stockholm. Tidigt hakade han på nymodigheten att visa "rörliga bilder".  En av hans tidiga biografer var biograf Edison vid Regeringsgatan (1906–1916) och Tip-Top vid Drottninggatan (1909–1918). En annan tidig biograf som Bergendahl byggde och ägde 1912 var Biograf-Palatset vid Hornsgatan 9-11.
Till hans biografkedja hörde även "Birger Jarl" (senare "Bristol") vid Birger Jarlsgatan 57 som Bergendahl hyrde från 1912, "Stora Teatern" vid Götgatan 49, byggd och ägd av Bergendahl 1916, Vinter-Palatset (idag Zita) vid Birger Jarlsgatan 37 som han förvärvade 1916 och Rivoli som öppnade 1920 vid Sveavägen 52.  Vid Sankt Eriksgatan 82 låg "Capitol" (senare Ri-tvåan) som Bergendahl hade byggt och arkitektfirman Höög & Morssing ritat 1926.
"Rio" (senare Ricardo) var Bergendals flaggskepp även den ritat av Höög & Morssing i  elegant 1920-talsklassicism. Biografen som hade 1002 sittplatser öppnade den 24 november 1928 och redan ett år senare hade den sålts till Svensk Filmindustri. Idag finns Folkoperan i "Rios" gamla lokaler. Bergendahls ättlingar äger fortfarande fastigheten och genom samverkan mellan Folkoperan, Stockholms stadsmuseum och familjen Bergendahl, har entré, foajéer och salong återställts till i stort sett ursprungligt skick från tiden som "Rio". Under färglagren har bland annat letats fram reliefer av den unga Astri Bergman-Taube.

## Slutet för Bergendahls biografrörelse
I slutet av 1920-talet tröttnade Bergendahl på biografrörelsen. I en intervju i Stockholms-Tidningen den 31 januari 1929 menade han att "biofolket ser mörkt på framtiden och biograffacket är inte roligt numera".  Kort innan hade han sålt sina biografer till Svensk Filmindustri och Odd Biörnstad, en annan stor biografägare i staden och grundare av Ri-Teatrarna. I försäljningen ingick bland annat "Stora Teatern", "Capitol", "Vinter-Palatset" och "Rio" (Ricardo) vid Hornsgatan 72. 
Även efter sin aktiva tid som biografägare visande han intresse för stadens nya filmpalats, som biografen Roxy vid Sankt Eriksgatan 54-56. Huset och biografen byggdes 1935 av John A. Bergendahl och som arkitekt anlitades Gunnar Morssing, som redan tidigare hade ritat flera av Bergendahls fasigheter och biografer.

## Några av Bergendals biografer

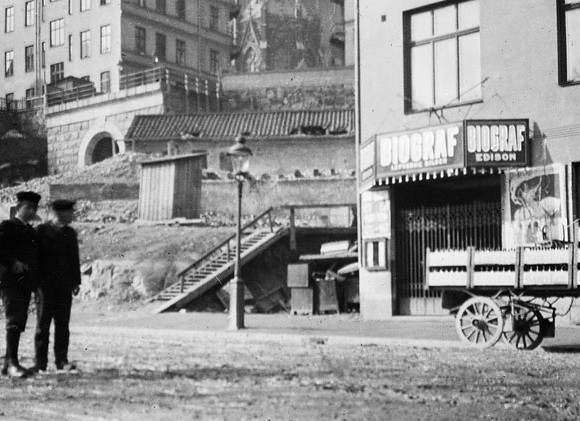
Biograf Edison
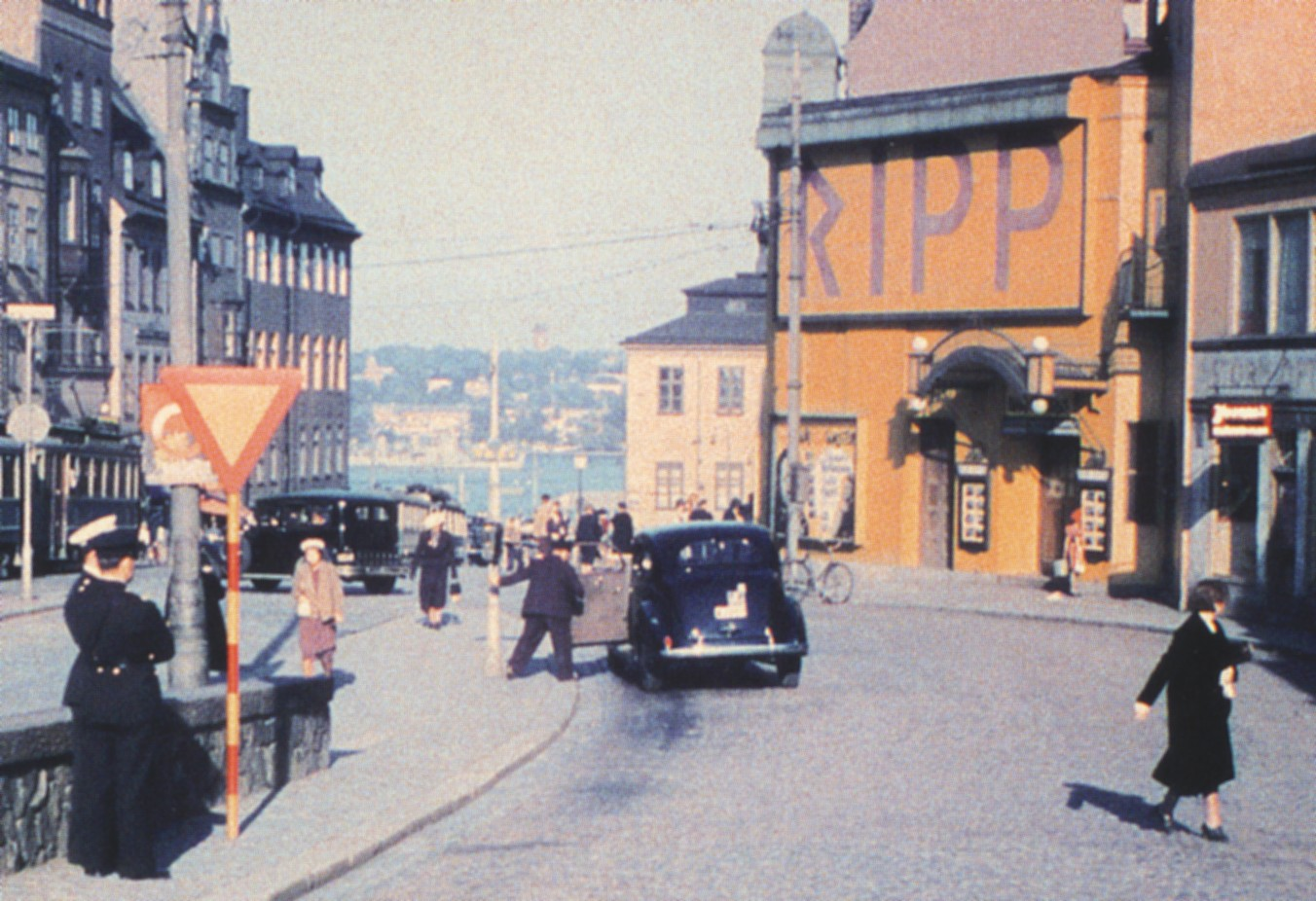
Biograf-Palatset (riven)
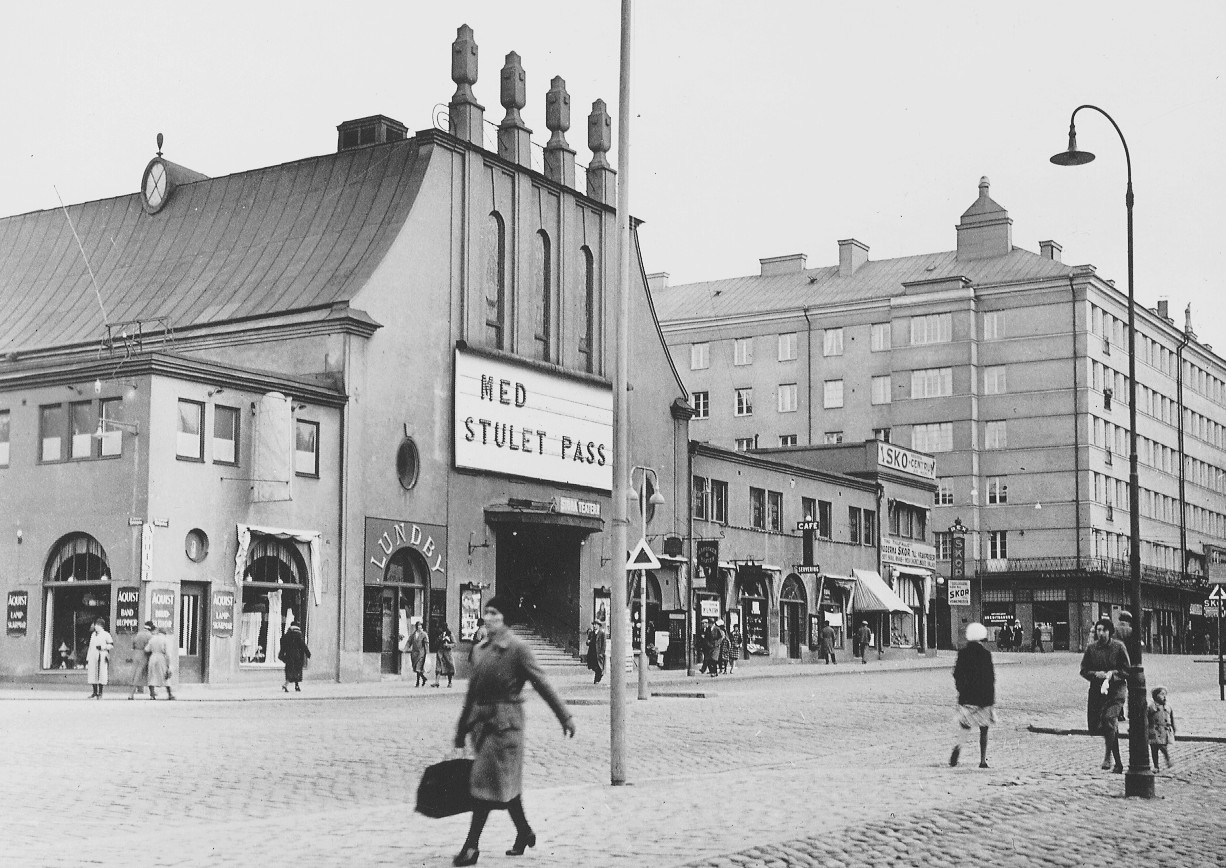
Stora Teatern Götgatan 49 (riven)
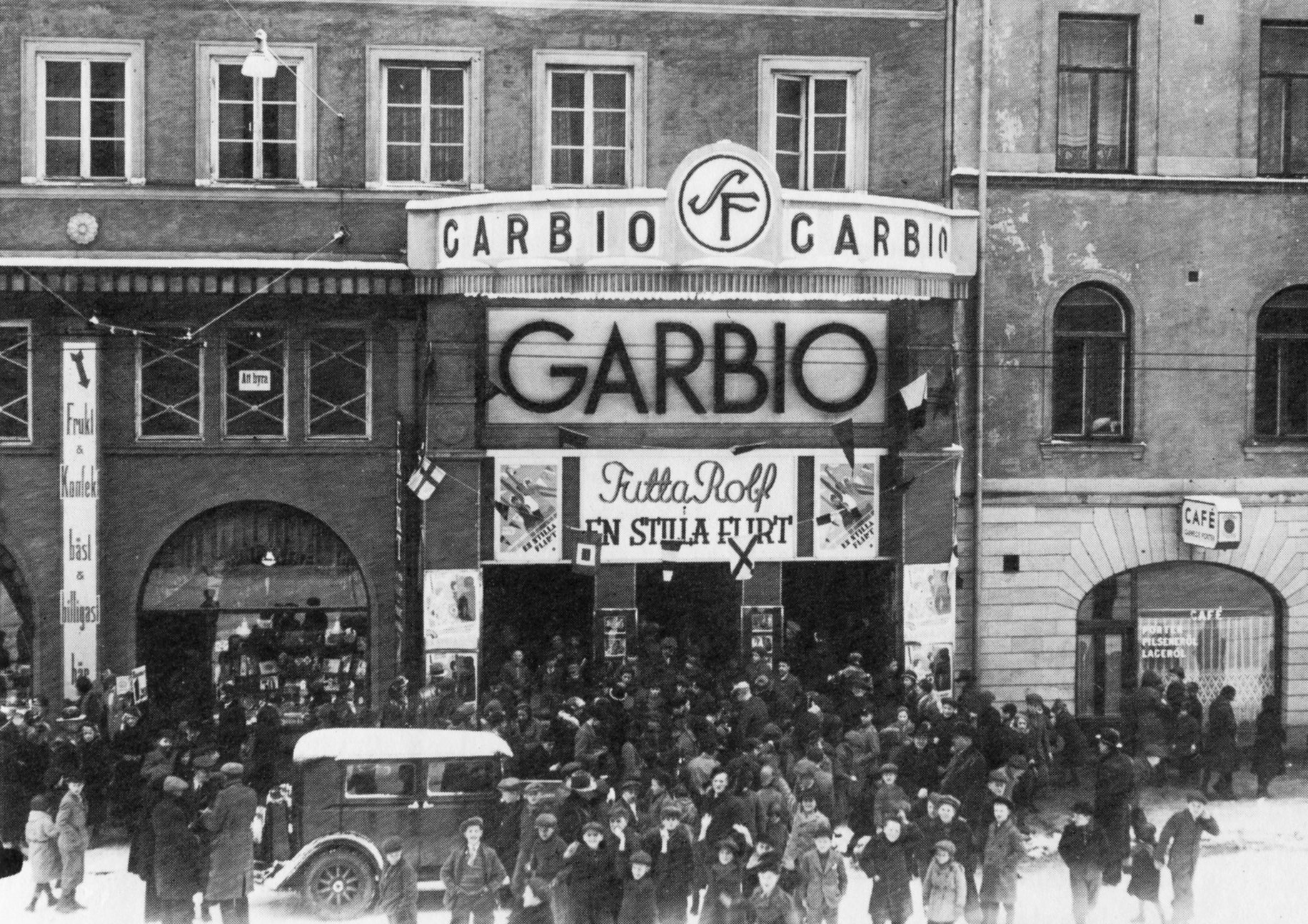
Rio, senare Garbio.
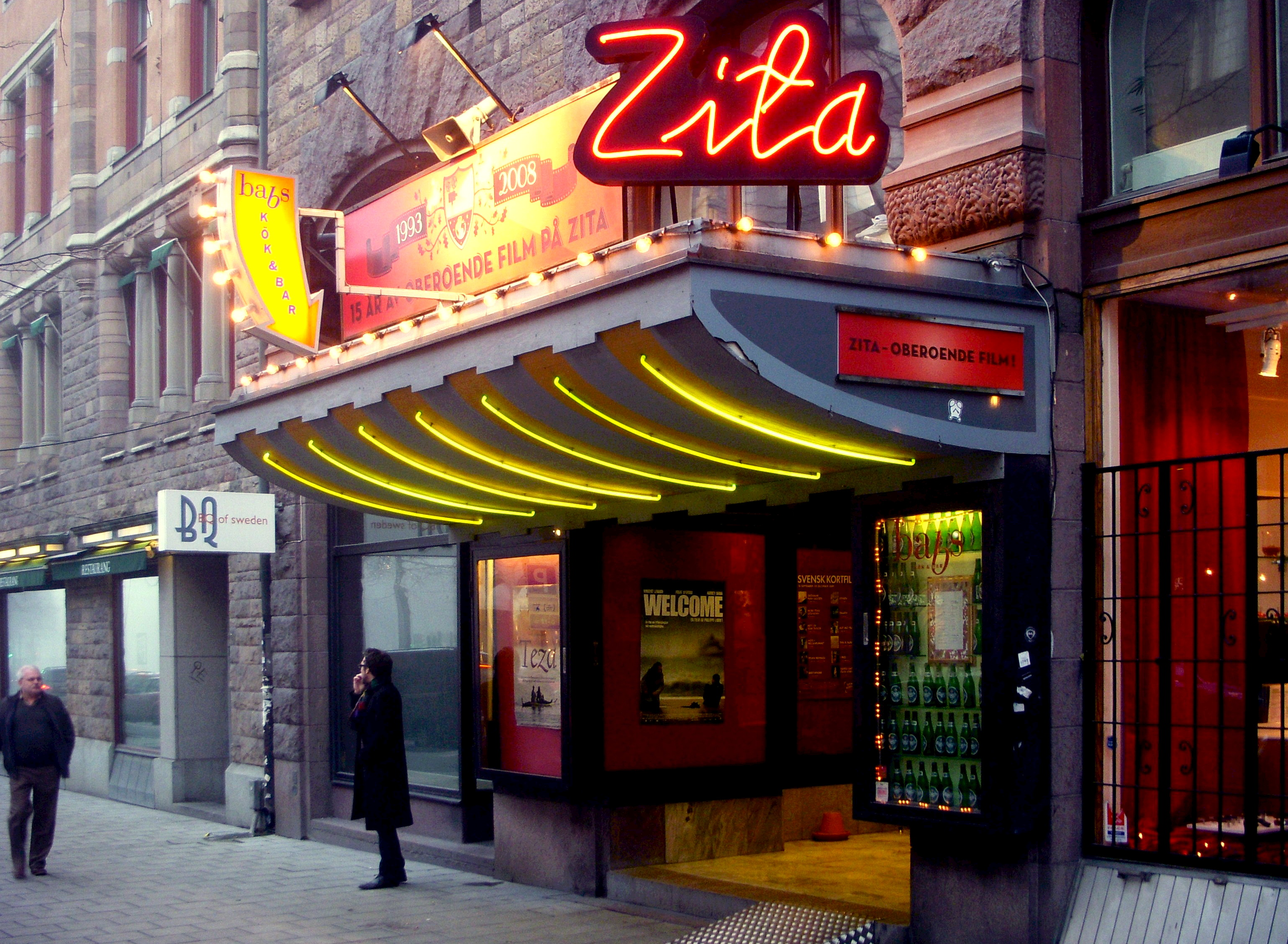
Vinter-Palatset idag Zita